# ناحیه بونیر
ناحیه بونیر (به انگلیسی: Buner District) یک ناحیه در پاکستان است که در تحصیل دگر واقع شده‌است. ناحیه بونیر ۱٬۸۶۵ کیلومتر مربع مساحت و ۸۹۷٬۳۱۹ نفر جمعیت دارد.